# Уилсон, Колин Генри
Ко́лин Ге́нри Уи́лсон (англ. Colin Henry Wilson; 26 июня 1931 — 5 декабря 2013) — английский писатель-фантаст и философ. Фантастика не была основной областью деятельности писателя, кроме неё Колин Уилсон написал 80 книг в области литературной критики, музыки, криминологии, социологии, истории, сексологии, философии и оккультизма.

## Биография
Колин Уилсон родился в городе Лестер (графство Лестершир, Великобритания), в 16 лет оставил школу, работал на фабрике, затем клерком в местном налоговом управлении, служил в Королевских ВВС, продавцом журналов в Париже, в свободное время занимаясь литературным творчеством. В 1954 году начал зарабатывать себе на жизнь литературным трудом. В 1956 году вышла его первая книга «Посторонний», которая имела успех.
В конце 1960-х годов Уилсон начал читать лекции в университетах. В 1967 году Колин Уилсон написал одно из самых известных своих произведений — фантастический роман «Паразиты сознания» (1967). В 1987 году начал писать самую популярную свою фантастическую сагу «Мир Пауков», быстро ставшую культовой. Её позднее, как и сагу о Конане, дописывали многие другие писатели-фантасты. До конца дней проживал в уединении в своём коттедже в графстве Корнуолл. В июле 2012 года перенёс инсульт, после чего утратил способность говорить. Скончался 5 декабря 2013 года, на 83-м году жизни.
Стэнли Кубрик признавал, что роман «Посторонний» оказал на него большое влияние; этот роман вдохновил его на создание образа протагониста во многих снятых Кубриком фильмах.
В книге Уилсона «Сила мечтать: литература и воображение» (The Strength to Dream: Literature and the Imagination) (1962) в главе посвященной Лавкрафту, Уилсон описал его как: «человека сомнительного гения», который «всю жизнь вел партизанскую войну против цивилизации и материализма». Назвав его «больной», «ужасающей фигурой», «отвергающей реальность», Уилсон обвинил Лавкрафта в том, что «ближайшим родственником Лавкрафта является Питер Куртен, убийца из Дюссельдорфа, который провел последние дни в одиночной камере, где он выкрикивал свои сексуально-садистские фантазии». Хотя Уилсон настаивает на том, что Лавкрафт — «очень плохой писатель», он признает его важный вклад в жанр «Странной фантастики», как «нечто столь же важное, что работы Франца Кафки». Уилсон также предсказывал, что «Возможно, будущие поколения почувствуют, что Лавкрафт „истинный символ“ ужасов».

### Циклы произведений
«Мифы Ктулху»
- Паразиты сознания / The Mind Parasites [= Паразиты мозга] (1967)
- Метаморфозы вампиров / Metamorphosis of the Vampire: Космические вампиры / The Space Vampires (1976) и Метаморфозы вампиров / Metamorphosis of the Vampire (1997)
- Философский камень / The Philosopher’s Stone (1969)
- Возвращение Ллойгор / The Return of the Lloigor (1969)
- Гробница Древних / The Tomb of the Old Ones (1999)

Сборники
- Возвращение Ллойгор / The Return of the Lloigor (1969)
- Рассказы о Мифах Ктулху: Антология золотой годовщины / Tales of the Cthulhu Mythos: Golden Anniversary Anthology (1990)

Посторонний / Изгой (англ. The Outsider)
- Посторонний / The Outsider (1956)
- Религия и протест / Religion and the Rebel (1957)
- Возраст крушения надежд / The Age of Defeat (1959)
- Сила мечты: Литература и фантазия / The Strength to Dream: Literature and the Imagination (1961)
- Истоки сексуального желания / Origins of the Sexual Impulse (1963)
- Вне постороннего / Beyond the Outsider (1965)
- Введение в новый экзистенциализм / Introduction to the New Existentialism (1966)

Джерард Сорм (англ. Gerard Sorme)
- Ритуал в темноте / Ritual in the Dark (1960)
- Человек без тени / Man without a Shadow (1963)
- Бог лабиринта / The God of the Labyrinth (1970)

Сериал «Мир Пауков» (англ. Spider World)
- Часть I, «Башня» (The Tower, 1987)
  - Пустыня (The Desert)
  - Крепость (The Fortress)
  - Башня (The Tower)
- Часть II, «Дельта» (The Delta, 1987)
  - Коллегия (The Fortress 2)
  - Дельта (The Delta)
- Часть III, «Маг» (The Magician)
  - Маг (Spider World: The Magician), 1992
    - Встречается другое название перевода: Убийцы

  - Живые Мертвые (The Magician 2), 1992
- Часть IV, «Земля теней» (Shadowland), 2003

Орден Ассасинов
- Энциклопедия убийства / Encyclopedia of Murder, 1961 (в соавт. с Патрицией Питман (Patricia Pitman)
- Хроники убийства / A Casebook of Murder, 1969
- Орден Ассасинов / Order of Assassins: The Psychology of Murder, 1972 (на рус. яз. опубл. в 2007)

Тайны Атлантиды
- От Атлантиды до Сфинкса: Возвращение утерянных знаний Древнего Мира / From Atlantis to the Sphinx: Recovering the Lost Wisdom of the Ancient World, 1996
- Атлантический проект: Отпирающий древние тайны давно забытой цивилизации / The Atlantis Blueprint: Unlocking the Ancient Mysteries of a Long-Lost Civilization, 2001 (в соавт. с Рэндом Флэм-Атом (Rand Flem-Ath))
- Боги Атлантиды : В поисках утраченных знаний / Atlantis and the Kingdom of Neanderthals : 100,000 years of lost history, 2006 (на рус. яз. опубл. в 2009)

### Романы
Однако когда я согласился написать книгу ради денег и начал вникать в предмет, я понял, что существование сверхъестественного так же очевидно, как существование атомов и электронов, и во мне проснулся острый интерес. Более того, меня радовало то, что моя работа была посвящена признанию того, что мы владеем силами, о которых даже не подозреваем. В ней рассматривались все виды сил, которые мы не используем. Она как будто была продолжением «Постороннего». Я столкнулся с этим в правильный момент.
- 1956 Посторонний / The Outsider
- 1957 Религия и протест / Religion and the Rebel
- 1959 Возраст крушения надежд / The Age of Defeat
- 1960 Ритуал в темноте / Ritual in the Dark
- 1961 Сила мечты: Литература и фантазия / The Strength to Dream: Literature and the Imagination
- 1961 Проходя по Сохо / Adrift in Soho
- 1963 Истоки сексуального желания / Origins of the Sexual Impulse
- 1963 Человек без тени / Man without a Shadow
- 1963 Мир насилия / The World of Violence
- 1964 Распутин и крушение дома Романовых / Rasputin and the Fall of the Romanovs
- 1964 Конечное сомнение / Necessary Doubt
- 1965 Вне постороннего / Beyond the Outsider

В любом случае, моя первая книга, «Посторонний», была написана в результате непреодолимого влечения, о котором я говорил все выходные. Моим стимулом была простая заинтересованность, но не деньги. И я не говорил, что став миллионером, перестану писать. Скорее всего, я не перестану. Я сказал, что если по моему первому роману «Ритуал в темноте» будет снят фильм, что практически и произошло в 1960 году, то та же участь будет ожидать и все мои последующие романы, так что мне можно будет спокойно уйти в отставку.
- 1967 Паразиты сознания / The Mind Parasites
- 1969 Философский камень / The Philosopher’s Stone
- 1970 Бог лабиринта / The God of the Labyrinth
- 1971 Оккультизм / The Occult
- 1972 Орден Ассасинов / Order of Assassins: The Psychology of Murder
- 1976 Космические вампиры / The Space Vampires. То же: под названием «Жизненная сила» (Lifeforce)
- 1977 Чёрная комната / The Black Room
- 1977 Убийца / The Killer
- 1980 Звёздоискатели / Starseekers
- 1981 Ведьмы / Witches
- 1982 Замок Франкенштейна / Frankenstein’s Castle
- 1985 Личный хирург / The Personality Surgeon
- 1987 Пустыня / The Desert
- 1987 Башня / The Tower Book 2
- 1987 Дельта / The Delta
- 1988 За пределами Непознанного/ Beyond the Occult
- 1989 Крепость / The Fortress
- 1989 Коллегия / The Fortress 2
- 1990 Убийцы / The Killers
- 1992 Живые мёртвые / The Magician 2
- 1995 Эпидемия убийства / A Plague of Murder
- 1997 Метаморфозы вампиров-2
- 1998 Трупный сад / The Corpse Garden
- 2001 Игра дьявола / The Devil’s Party

### Сценарии
- 1985 — Макс Хедрум (Max Headroom) — телефильм
- 1985 — Жизненная сила (Lifeforce)